# Bourdon (Somme)
Bourdon is een gemeente in het Franse departement Somme (regio Hauts-de-France) en telt 373 inwoners (1999). De plaats maakt deel uit van het arrondissement Amiens.

## Geografie
De oppervlakte van Bourdon bedraagt 7,0 km², de bevolkingsdichtheid is 53,3 inwoners per km².
De onderstaande kaart toont de ligging van Bourdon (Somme) met de belangrijkste infrastructuur en aangrenzende gemeenten.

## Demografie
Onderstaande figuur toont het verloop van het inwonertal (bron: INSEE-tellingen).

## Tweede Wereldoorlog
Op 20 maart 1944 werd de Mitchell FR 141 van het 320 Dutch Squadron RAF bij Bourdon neergeschoten. Hierbij kwamen Adriaan Bevelander (1917), George Birsak (1910), Johannes Jacobus de Jong (1923), Wilhelmus Kuijpers (1917) om het leven. Zij zijn begraven op Erebegraafplaats Orry-la-ville.